# Bezzia coracina
Bezzia coracina är en tvåvingeart som först beskrevs av Zetterstedt 1850.  Bezzia coracina ingår i släktet Bezzia, och familjen svidknott. Arten är reproducerande i Sverige.